# Puthalapattu
Puthalapattu là một mandal thuộc huyện Chittoor, bang Andhra Pradesh.